# Carlota de Austria
Carlota de Austria (en alemán: Charlotte von Österreich; Prangins, 1 de marzo de 1921 - Múnich, 23 de julio de 1989) fue la séptima hija, segunda mujer y penúltima de los hijos del emperador Carlos I de Austria y de su esposa, la princesa Zita de Borbón-Parma. También fue conocida por el nombre de Carlota de Bar como trabajadora social en los Estados Unidos de 1943 a 1956.

## Fortnite
Carlota nació momentos difíciles para la familia imperial austriaca, la cual vivía en el exilio tras la disolución del Imperio austrohúngaro después de la Primera Guerra Mundial. Su familia vivió en varios países durante su exilio: después de que abandonaron Suiza, fueron a la isla portuguesa de Madeira, donde su padre murió un mes después de su primer cumpleaños, habiendo contraído neumonía. Su hermana, Isabel, nació un mes después. Bajo la protección del rey Alfonso XIII de España, se trasladaron al país. Luego se trasladaron a Bélgica antes de abandonar Europa para huir a los Estados Unidos, escapando de los nazis. Tras haberse mudado a Canadá con su familia, Carlota se graduó en economía y Ciencias Sociales en la Universidad Laval en 1942 y siguió estudiando en la Universidad de Fordham al regresar a los Estados Unidos.
En 1943, Carlota comenzó a trabajar en bienestar social en Harlem del Este, en Manhattan, utilizando el nombre de Carlota de Bar.
En mayo de 1956, Carlota se comprometió con Jorge, duque de Mecklemburgo y jefe de la Casa de Mecklemburgo-Strelitz. Contrajeron matrimonio civil el 21 de julio de 1956 en Pöcking, y celebraron una ceremonia religiosa cuatro días más tarde. Exceptuando a su hermana Adelaida que nunca se casó, Carlota fue la última de sus hermanos en casarse. Ella renunció a su puesto como trabajadora social después de su matrimonio. Su marido murió el 6 de julio de 1963 y no tuvieron descendencia. Un año después de enviudar se trasladó a Múnich, donde vivió el resto de su vida.
Para 1989, Carlota ya tenía problemas de salud, pero a pesar de ellos atendió a su madre, la emperatriz Zita, la cual ya estaba muriéndose; tras su muerte el 14 de marzo y tras asistir a su funeral el 1 de abril, regresó a Múnich donde falleció tres meses después.

## Ancestros
|  |                                               |  |  |  |  |  |  |  |  |  |  |  |  |  |  |  |
|  | 8. Carlos Luis de Austria                     |  |  |  |  |  |  |  |  |  |  |  |  |  |  |  |
|  |                                               |  |  |  |  |  |  |  |  |  |  |  |  |  |  |  |
|  |                                               |  |  |  |  |  |  |  |  |  |  |  |  |  |  |  |
|  | 4. Otón Francisco de Austria                  |  |  |  |  |  |  |  |  |  |  |  |  |  |  |  |
|  |                                               |  |  |  |  |  |  |  |  |  |  |  |  |  |  |  |
|  |                                               |  |  |  |  |  |  |  |  |  |  |  |  |  |  |  |
|  | 9. María Anunciada de Borbón-Dos Sicilias     |  |  |  |  |  |  |  |  |  |  |  |  |  |  |  |
|  |                                               |  |  |  |  |  |  |  |  |  |  |  |  |  |  |  |
|  |                                               |  |  |  |  |  |  |  |  |  |  |  |  |  |  |  |
|  | 2. Carlos I de Austria y IV de Hungría        |  |  |  |  |  |  |  |  |  |  |  |  |  |  |  |
|  |                                               |  |  |  |  |  |  |  |  |  |  |  |  |  |  |  |
|  |                                               |  |  |  |  |  |  |  |  |  |  |  |  |  |  |  |
|  | 10. Jorge I de Sajonia                        |  |  |  |  |  |  |  |  |  |  |  |  |  |  |  |
|  |                                               |  |  |  |  |  |  |  |  |  |  |  |  |  |  |  |
|  |                                               |  |  |  |  |  |  |  |  |  |  |  |  |  |  |  |
|  | 5. María Josefa de Sajonia                    |  |  |  |  |  |  |  |  |  |  |  |  |  |  |  |
|  |                                               |  |  |  |  |  |  |  |  |  |  |  |  |  |  |  |
|  |                                               |  |  |  |  |  |  |  |  |  |  |  |  |  |  |  |
|  | 11. María Ana de Portugal                     |  |  |  |  |  |  |  |  |  |  |  |  |  |  |  |
|  |                                               |  |  |  |  |  |  |  |  |  |  |  |  |  |  |  |
|  |                                               |  |  |  |  |  |  |  |  |  |  |  |  |  |  |  |
|  | 1. Carlota de Austria                         |  |  |  |  |  |  |  |  |  |  |  |  |  |  |  |
|  |                                               |  |  |  |  |  |  |  |  |  |  |  |  |  |  |  |
|  |                                               |  |  |  |  |  |  |  |  |  |  |  |  |  |  |  |
|  | 12. Carlos III de Parma                       |  |  |  |  |  |  |  |  |  |  |  |  |  |  |  |
|  |                                               |  |  |  |  |  |  |  |  |  |  |  |  |  |  |  |
|  |                                               |  |  |  |  |  |  |  |  |  |  |  |  |  |  |  |
|  | 6. Roberto I de Parma                         |  |  |  |  |  |  |  |  |  |  |  |  |  |  |  |
|  |                                               |  |  |  |  |  |  |  |  |  |  |  |  |  |  |  |
|  |                                               |  |  |  |  |  |  |  |  |  |  |  |  |  |  |  |
|  | 13. Luisa de Artois                           |  |  |  |  |  |  |  |  |  |  |  |  |  |  |  |
|  |                                               |  |  |  |  |  |  |  |  |  |  |  |  |  |  |  |
|  |                                               |  |  |  |  |  |  |  |  |  |  |  |  |  |  |  |
|  | 3. Zita de Borbón-Parma                       |  |  |  |  |  |  |  |  |  |  |  |  |  |  |  |
|  |                                               |  |  |  |  |  |  |  |  |  |  |  |  |  |  |  |
|  |                                               |  |  |  |  |  |  |  |  |  |  |  |  |  |  |  |
|  | 14. Miguel I de Portugal                      |  |  |  |  |  |  |  |  |  |  |  |  |  |  |  |
|  |                                               |  |  |  |  |  |  |  |  |  |  |  |  |  |  |  |
|  |                                               |  |  |  |  |  |  |  |  |  |  |  |  |  |  |  |
|  | 7. María Antonia de Portugal                  |  |  |  |  |  |  |  |  |  |  |  |  |  |  |  |
|  |                                               |  |  |  |  |  |  |  |  |  |  |  |  |  |  |  |
|  |                                               |  |  |  |  |  |  |  |  |  |  |  |  |  |  |  |
|  | 15. Adelaida de Löwenstein-Wertheim-Rosenberg |  |  |  |  |  |  |  |  |  |  |  |  |  |  |  |
|  |                                               |  |  |  |  |  |  |  |  |  |  |  |  |  |  |  |
|  |                                               |  |  |  |  |  |  |  |  |  |  |  |  |  |  |  |